# Geomorfologija
Geomorfologija je znanost o reljefu, a proučava njegov postanak i razvoj, te procese koji ga oblikuju. Riječ dolazi iz grčkog geo (Zemlja) i morphe (oblik). Geomorfolozi traže način za razumijevanje povijesti i dinamike reljefa, te predviđanje budućih promjena kroz kombinaciju promatranja tla, fizikalnih eksperimenata, i numeričkog modeliranja. Disciplina se koristi unutar geologije, geografije i arheologije.
Reljef nastaje kao odgovor na kombinaciju prirodnih i antropogenih procesa. Okolinu izgrađuju tektonsko izdizanje i vulkanizam. Denudacija se događa zbog erozije i masovnog ispiranja koje proizvodi sediment koji se prenosi i odlaže negdje drugdje unutar krajolika ili podalje od obale. Okolina se također spušta zbog slijeganja koje je uzrokovano ili tektonskim ili fizikalnim promjenama u sedimentarnim odlagalištima ispod površine. Svaki od tih procesa je pod različitim utjecajima klime, ekologije i ljudske aktivnosti.
Posebne primjene geomorfologije uključuju predviđanje klizišta i njihovo ublažavanje, nadzor i vraćanje rijeka, zaštita obale i čak procjenjivanje prisutnosti vode na Marsu.

## Grane geomorfologije
Gemorfologija se dijeli opću, regionalnu i primijenjenu geomorfologiju. Opća geomorfologija proučava zakonitosti djelovanja morfoloških procesa i njima nastalih reljefnih formi. Regionalna geomorfologija analizira endogene i egzogene procese, proučava geomorfološka obilježja, nastanak i razvoj reljefa nekog određenog područja. Primijenjena ili specijalna geomorfologija se bavi procesima i oblicima koji su od velike važnosti za društvo.
Unutar opće geomorfologije mogu se izdvojiti strukturna geomorfologija i egzogena geomorfologija. Strukturna ili tektonska geomorfologija proučava obilježja, dinamiku i nastanak reljefa pod utjecajem endogenih sila, tj. proučava direktan odraz geološke strukture u reljefu (slojevi, rasjedi). Egzogena geomorfologija proučava reljefne oblike koji su nastali pod utjecajem egzogenih procesa. 

## Povijest
Geomorfologija se u početku nije razlikovala od ostatka geografije. Prvi geomorfni model bio je "erozijski ciklus" kojeg je razvio William Morris Davis između 1884. i 1899. Ciklus je inspiriran teorijom evolucije, a opisan je kao slijed kojim se rijeka sve dublje usjeca u dolinu, međutim tada erozija bočnih strana doline na kraju izravnjuje teren koji je sada na nižoj visini od početne. Ciklus može opet započeti izdizanjem terena. Ipak model se danas smatra previše pojednostavljenim da bi se koristio u stvarnosti.
Walther Penck razvio je alternativni model u 1920-ima, utemeljen na omjeru izdizanja i erozije, ali ni taj nije bio pogodan za objašnjavanje raznolikosti reljefa.

## Procesi
Moderna geomorfologija se usredotočuje na kvantitativne analize međupovezanih procesa, kao što su doprinos sunčeve energije, stupanj faze hidrološkog ciklusa i kretanje ploča u geofizici za izračunavanje starosti i očekivane sudbine reljefa. Upotreba sve preciznijih tehnika mjerenja je također omogućila da se procesi poput erozije izravno promatraju umjesto da se jedva naslućuju iz ostalih dokaza. Računalna simulacija je također vrijedna za testiranje u kojoj posebni modeli daju rezultate sa svojstvima sličnima stvarnom terenu.
Primarni površinski procesi odgovorni za većinu topografskih obilježja jesu vjetar, valovi, trošenje, ogromna pustošenja, podzemne vode, površinske vode, ledenjaci, tektonizam i vulkanizam.

### Fluvijalna geomorfologija
Rijeke i tokovi nisu samo bogati vodom, nego i sedimentom. Voda dok teče preko dna korita, u mogućnosti je da pokrene sediment i prenese ga nizvodno ili kao konačan ili kao privremen nanos. Stopa prijenosa sedimenta ovisi o raspoloživosti samog sedimenta i o riječnom nanosu.
Dok rijeke teku kroz krajolik, one se općenito povećavaju, spajajući se s ostalim rijekama. Mreža rijeka koja je tako oblikovana čini odvodni sustav, ali može prihvatiti i druge obrasce ovisno o regionalnoj topografiji i geologiji.

### Glacijalna geomorfologija
Iako su geografski ograničeni, ledenjaci su učinkovito sredstvo promjene krajolika. Postupno kretanje leda niz dolinu uzrokuje abraziju i otkidanje podložne stijene. Abrazija proizvodi sitan sediment koji se naziva glacijalno brašno. Nanos koji ledenjak transportira dok nestaje naziva se morena. Glacijalna erozija odgovorna je za dolina u obliku slova U, za razliku od dolina u obliku slova V koje su fluvijalnog podrijetla.

### Krška geomorfologija
Krško tlo je tlo u kojem prevladavaju sedimentne stijene – uglavnom vapnenci i rjeđe dolomiti, soli te gips (najmanje rastezljiv te savitljiv) – koje su podložne kemijskoj eroziji. Smještaj krša (topografija) dijeli se na tri dijela (koja se razlikuju i po obilježjima krša).
Tropski krš se nalazi u vlažnim tropskim regijama, u obliku strmih, gromadnih brežuljaka tzv. mogote ( u španjolskom govornom području Kariba),  te područjima «divljeg reljefa» sa strmom, gotovo okomitom formacijom stijena, kao one u Kamenoj šumi Yunnana, Kina, ili u Dominikanskoj Republici, Jamajci i Porto Riku.
Karipski krš se nalazi u relativno ravnim krajevima  ( Florida, Yukatan, Meksiko), a karakteriziraju ih puko-tine (prolazi) u reljefu kroz koje prolaze jaka zračna strujanja, akumulirana na otvorenim područjima (primjer je Velebit - Senj), te špilje i jame, često ispunjene vodom.
Umjereni krš nalazi se uglavnom u krajevima koji primaju manje padalina od tropskih krajeva, imaju sličnosti s ostalim tipovima krškog reljefa, posebice podzemna obilježja (imaju dobro izrađenu mrežu velikih spilja) koja su više naglašena od površinskih (pojavljuju se propusne i nepropusne stijene). Primjeri se Mamutske špilje u Kentuchiju te krški dio Balkanskog poluotoka.
Krš nastaje kao rezultat kemijskih procesa koji utječe na topljive sedimentne stijene. Dalje, pri oblikovanju krškog reljefa, utječe klima te pedološke i vegetacijske osobine. Snaga korozijskog procesa, otapanja čvrstog vapnenca, tj. kalcijevog karbonata (CaCO3), ovisi o količini otopljenog ugljičnog dioksida (CO2) u vodi, pri čemu nastaje kalcijev hidrokarbonat formule Ca(HCO3)2. CaCO3 + CO2 + H2O = Ca(HCO3)2
Krški reljef u Hrvatskoj, nalazi se gotovo u potpunosti u gorskom dijelu, te ima dva «pripadnika» među strogim rezervatima, a to su: Hajdučki i Rožanski kukovi na Velebitu te Bijele i Samarske stijene u sastavu Velike Kapele. Hajdučki i Rožanski kukovi su slikovito oblikovane kamene gromade međusobno odvojene dubokim ponikvama. Bijele i Samarske stijene privlače pozornost svojim oštrim i okomitim kamenim oblicima visokim do 50 m, koji su međusobno odvojeni pukotinama i provalijama.
U središtu Ogulina nalazi se Đulin ponor. To je ponor rijeke Dobre koji je, prema narodnom vjerovanju, dobi ime prema vjerovanju gradskog kapetana. Legenda kaže da se Đula bacila u ponor zbog nesretne ljubavi. 
Jedna od glavnih odlika krškog reljefa je nedostatak vode na površini. Uglavnom, tekućice na tim područjima protječu kanjonima (uskim, strmim dolinama). Kada se tekućica (nailaskom na vapnenačku podlogu) naglo gubi u ponorima oblikuje slijepe doline. One zbog češćeg nastanka na vodonepropusnim naslagama (gdje je prisutno fluvijalno djelovanje) pripadaju fluvio-krškom tipu reljefa. 
Razlikujemo površinske i podzemne krške oblike.
Površinski krški oblici jesu: Škrape – najmanji, ali najbrojniji krški oblici na površini, ponekad su tako mali da se vide tek pod mikroskopom, a mogu doseći veličinu od 10m. Mogu biti u obliku mreža i žljebova.
Škrape u obliku žljebova (rebraste škrape) nastale su kao posljedica korozijskog djelovanja kiša na strmijim dijelovima golih, vapnenačkih blokova. Zbog otjecanja vode žljebovi se produbljuju te mogu nastati kao nož oštri bridovi. 
Škrape u obliku mreža nastaju na blago nagnutim i ravnim područjima gdje se nalaze male pukotina te se pod utjecajem vode proširuju i produbljuju. 
Na blagim udubljenima u kršu kao posljedica korozivnog djelovanja vode nastaju plitka udubljenja - kamenice.
Područja golog krša, s brojnim škrapama nazivamo škrapari ili ljuti krš, a teško su prohodna. Područja gdje je sačuvan pokrov tla nalazi se tzv. pokriveni krš. 
Ponikve (vrtače, doci) su ovalna udubljenja nastala korozijskim djelovanjem vode koja ponire. Širina i dubina mogu im biti od par do stotinu metara. Prema izgledu mogu biti tavaste, ljevkaste, bunaraste. Područje s mnogo ponikva naziva se boginjavi krš.
Tavastima promjer može biti do deset puta veći od dubine, kod ljevkastih je razlika manja (obično su slične dužine), a kod bunarastih su rubovi mnogo strmiji (a nastale su naglim ili postupnim urušavanjem).
Krške uvale su izdužena udubljenja u kršu (duge do nekoliko kilometara) nastale su kao posljedica korozivnog djelovanja vode ili spajanjem više ponikava. Dna su često plodna, ispunjena nakupinama gline (crljenica), te ratarski obrađena.
Najveći krški oblici su polja u kršu i zaravni.
Polja u kršu su nastala spajanjem rasjeda te bočnim korozivnim djelovanjem vode koja dolazi iz nepropusnih u propusne dijelove tla te nestaje u ponorima. Takve vode nazivaju se ponornice. Zbog suženja u kanalima, u vrijeme vlažnih razdoblja ponori mogu poplaviti u nižim dijelovima što je veoma važno za poljoprivredu. Krška polja u Hrvatskoj dobila a naziv su dobila po ličkim ponornicama: Ličko, Gacko, Krbavsko polje…
Krške zaravni su karakteristične za tropska područja. Količina tvari biogenog porijekla u tlu pogoduje brzom bočnom korozijskom djelovanju, a kada otporniji dijelovi zaostaju u obliku kupastih uzvišenja nastaj tzv. kupasti krš (Yunnan, sjeverno-dalmatinska zaravan oko Krke). 
Podzemni krški oblici:
Nastaju tijekom poniranja vode i njezinog korozivnog utjecaja na u dubini nastaju brojni podzemni oblici (jame, špilje, kaverne – speleološki objekti). Hrvatski krš u sebi krije više od 7000 špilja, jama i ponora.
Jame su otvorom spojene s površinom te se pružaju okomito u podzemlje (više od 45°). U Hrvatskoj su poznate 44 jame dublje od 250 m. Najveći broj ih se nalazi na Velebitu i Biokovu. Dvije su jame dublje od 1000 m. Lukina jama, dubine 1392 m, najdublja je jama u Hrvatskoj, nalazi se u si. dijelu Hajdučkih kukova u području NP Sjeverni Velebit. Otvor Lukine jame otkrili su speleolozi iz Slovačke 1991. Zbog velikog otvora (22,5x5 m) u jami se nakupljaju snijeg i led do 300 m. Istraživanje jame više puta je provedeno u zadnjih 10 godina. Nazvana je u čast Ozrena Lukića. Često se govori o sustavu Lukina jama - Trojama (ima tri ulaza u nizu) zbog njihovog spajanja na 500 m. U jami je pronađena nova vrsta pijavice, a Lukina jama je među deset najdubljih u svijetu.
Špilje su također otvorom spojene s površinom, ali se pružaju vodoravno u podzemlje (do 45°). Jedne od najpoznatijih špilja u Hrvatskoj su Cerovačke špilje, 1 km južno od Gračaca, koje su turistička atrakcija (kao, uglavnom i druge spilje). To su dvije špilje, Gornja (1295 m) i Donja Cerovačka spilja (2685 m), koje su spojene na više mjesta. Donja Cerovačka špilja, bila je stanovalište pračovjeka te su u njoj nađeni brojni vrijedni ostaci. Gornja Cerovačka špilja, poznata je dosta dugo, otkrivena je pri izgradnji obližnje željeznice, a nalazište je brojnih ostataka pred-ilirskog stanovništva tih krajeva. U Hrvatskoj su još poznatije špilja Lokvarka, špilje kod Gračaca…
Kaverne nisu spojene s površinom, a mogu također biti izuzetno velike (spilja, a nekada kaverna, Tounj dužine 8487 m, treća je u Hrvatskoj, otkrivena tijekom radova u kamenolomu).
Po nastanku, podzemne krške oblike možemo podijeliti u tri skupine. U mladoj fazi su kanali ispunjeni vodom. U prelaznoj su djelomično ispunjene vodom te se počeo taložiti kalcijev karbonat (sige). U staroj fazi nema vode i nastaju sige. 	
Sige nastaju (pod promjenom uvjeta) kod ponovnog taloženja kalcijevog karbonata. Dijele se na stalaktite (taloženjem sa svodova), stalagmite (taloženjem s podova) i stalagnate (spiljski stupovi — spajanjem stalaktita i stalagmita).

### Trošenje
Trošenje nastaje zbog kemijskog raspadanja stijena, mehaničkog prijenosa stijena u korijenima biljaka, širenja leda i abrazivnog djelovanja sedimenta. Trošenje omogućuje izvor sedimenta transportiranih kod fluvijalnih, glacijalnih, eolskih ili biotičkih procesa.

## Taksonomija
Različiti geomorfološki procesi prevladavaju u različitim mjesnim i vremenskim mjerilima. Za pomoć u kategorizaciji mjerila krajolika neki geomorfolozi koriste sljedeću taksonomiju:
- 1. - Kontinent, oceanski bazen, klimatska zona (~10,000,000 km²)
- 2. - Štit, npr. Baltički štit, ili planinski lanac (~1,000,000 km²)
- 3. - Izolirano more, Sahel (~100,000 km²)
- 4. - Masiv, e.g. Središnji masiv ili grupa srodnih oblika, npr. Weald (~10,000 km²)
- 5. - Riječna dolina, Cotswolds (~1,000 km²)
- 6. - Individualna planina ili vulkan, male doline (~100 km²)
- 7. - Obronci brda, riječni tokovi, estuarij (~10 km²)
- 8. - Klanac, kanal (~1 km²)
- 9. - Obilježja veličine u metrima

Njezina upotreba je ipak rijetka i može zavarati - priroda promjene krajolika može se bolje promatrati kao kontinuum povezanih procesa

## Poveznice
- Bioerozija
- Biogeologija
- Denudacija
- Erozija
- Fluvijalni reljef tokova
- Geološko modeliranje
- Geomorfološki proces
- Klizište
- Litosfera
- Meandar
- Mehanika tla
- Obalna erozija
- Odvodni sustav
- Peneplen
- Planetologija
- Predviđanje erozije
- Razvodnica
- Retrogresija i degradacija tla
- Tlo
- Važne publikacije u geomorfologiji
- Zaštita tla

## Vanjske poveznice
- Krški reljef za neznalice

Sestrinski projekti
|  | Zajednički poslužitelj ima još gradiva o temi Geomorfologija |